# Tomasz Elbanowski
Tomasz Elbanowski (ur. 14 grudnia 1978) – polski działacz społeczny, dziennikarz, publicysta, autor materiałów dydaktycznych z historii i książek dla dzieci, historyk, inicjator akcji „Ratuj Maluchy”.

## Życiorys
Z zawodu historyk. Przez wiele lat pracował jako lokalny dziennikarz w piśmie „To i Owo” z Legionowa. W 2008 roku był inicjatorem akcji „Ratuj Maluchy”, która zebrała ponad 60 tysięcy podpisów przeciwko obniżeniu wieku obowiązku szkolnego. W maju 2009 roku, wspólnie z żoną, założył Stowarzyszenie Rzecznik Praw Rodziców, którego został prezesem. Pełniąc tę funkcję, w 2011 roku wspólnie z żoną wyszedł z inicjatywą obywatelską projektu nowelizacji ustawy znoszącej obowiązek szkolny dla sześciolatków, pod którym podpisy złożyło 347 tysięcy osób – zdaniem dziennikarzy Rzeczpospolitej inicjatywa ta była głównym powodem odroczenia wejścia w życie obowiązku szkolnego dla sześciolatków, mimo iż sam projekt został odrzucony przez Sejm Rzeczypospolitej Polskiej. Dwa lata później, również wspólnie z żoną, zainicjował inicjatywę referendalną, która miała objąć m.in. kwestię likwidacji obowiązku szkolnego sześciolatków. Pod projektem tym podpisał się blisko milion obywateli, jednak również został on odrzucony przez Sejm RP. W 2014 roku, po raz kolejny wspólnie z żoną, rozpoczął inicjatywę obywatelską dotyczącą likwidacji obowiązku szkolnego sześciolatków, jednak, mimo zebrania pod tym projektem niemal 300 tysięcy podpisów, został on odrzucony przez Sejm RP. Jednak w 2015 r. pierwszą decyzją nowego rządu PiS, było odwołanie reformy obniżenia wieku szkolnego, zgodnie z założeniem inicjatywy „Ratuj maluchy”, która po ośmiu latach zakończyła się w ten sposób sukcesem. Od 2018 r. prowadzi wraz z żoną wydawnictwo Tabula Rasa, które wydaje książki dla dzieci.
Tomasz Elbanowski jest żonaty z Karoliną, z którą wspólnie określani są mianem „liderów walki z reformą” (obniżającą wiek obowiązku szkolnego).

## Wyróżnienia

### Działalność dziennikarska
W 2008 roku został nominowany w kategorii „Publicystyka historyczna” za artykuł „Serca bym nie żałował” w konkursie SGL Local Press 2008 organizowanym przez Stowarzyszenie Gazet Lokalnych.
W 2010 roku, w ramach organizowanego przez Kancelarię Prezydenta RP konkursu dla dziennikarzy prasy lokalnej „Blaski i cienie budowy demokracji lokalnej”, otrzymał przyznane przez Stowarzyszenie STOP Korupcji wyróżnienie za ujawnianie zjawisk korupcyjnych w cyklu artykułów „Hulaj dusza, planu nie ma” opublikowanych w tygodniku To i Owo.

### Działalność społeczna
W 2011 roku, wspólnie z żoną, znalazł się na liście „100 najbardziej wpływowych Polaków” tygodnika „Wprost”.
Dwa lata później, również razem z żoną, zajął 17. miejsce na liście „50 najbardziej wpływowych Polaków” tego samego tygodnika.
W styczniu 2014 roku, wraz z żoną, otrzymał specjalne wyróżnienie w pierwszej edycji nagrody „Człowiek Wolności 2013 roku” przyznawanej przez tygodnik W Sieci za „obywatelski wymiar akcji Ratuj Maluchy kierowanej przez małżeństwo laureatów”.
W marcu 2014 roku, wraz z żoną, otrzymał nagrodę Tulipanów Narodowego Dnia Życia za działalność w ramach Fundacji Rzecznik Praw Rodziców.
W kwietniu 2015 roku, wraz z żoną, został Człowiekiem Roku 2014 tygodnika „Wprost”.

## Publikacje
- Tomasz Elbanowski, Dobranoc Afryko, Warszawa: Tabula Rasa, 2021, ISBN 978-83-952618-4-8 (pol.). Brak numerów stron w książce
- Tomasz Elbanowski, Ortografia w wierszykach: Ż, Warszawa: Tabula Rasa, 2020, ISBN 978-83-952618-3-1 (pol.). Brak numerów stron w książce
- Tomasz Elbanowski, Małgorzata Flis, Ortografia w wierszykach – ó, Warszawa: Wydawnictwo Tabula Rasa, 2020, ISBN 978-83-952618-2-4, OCLC 1199632083 [dostęp 2021-09-18] (pol.). Brak numerów stron w książce
- Tomasz Elbanowski, Małgorzata Flis, Tabliczka mnożenia w wierszykach, Warszawa: Wydawnictwo Tabula Rasa, 2019, ISBN 978-83-952618-0-0, OCLC 1148419335 [dostęp 2021-06-15] (pol.). Brak numerów stron w książce
- Tomasz Elbanowski, Małgorzata Flis, Królowie i książęta Polski w wierszykach, Warszawa: Wydawnictwo Tabula Rasa, 2019, ISBN 978-83-952618-1-7, OCLC 1199631748 [dostęp 2021-09-18] (pol.). Brak numerów stron w książce
- Tomasz Elbanowski, Powstanie Warszawskie: Legionowo, Jabłonna, Nieporęt, Legionowo: Agencja TiO, 2019, ISBN 978-83-954969-0-5, OCLC 1150552586 [dostęp 2021-09-18] (pol.). Brak numerów stron w książce
- Tomasz Elbanowski, Karolina Elbanowska, Elementarz dla rodziców 6-latka: zerówka czy 1 klasa?, Ożarów Mazowiecki: Wydawnictwo Olesiejuk, 2016, ISBN 978-83-274-4214-7, OCLC 995388451 [dostęp 2021-09-16] (pol.). Brak numerów stron w książce
- Tomasz Elbanowski, Karolina Elbanowska, Ratuj maluchy! Rodzicielska rewolucja, Poznań: Zysk i S-ka, 2015, ISBN 978-83-7785-721-2, OCLC 924831931 [dostęp 2021-08-18] (pol.). Brak numerów stron w książce
- Tomasz Elbanowski, To dopiero historia!: ćwiczenia egzaminacyjne dla gimnazjum: klasa 2, Warszawa: Nowa Era, 2009, ISBN 978-83-7409-523-5, OCLC 924915547 [dostęp 2021-09-18] (pol.). Brak numerów stron w książce
- Tomasz Elbanowski, Powstanie Warszawskie. Legionowo, Jabłonna, Nieporęt, Legionowo: Agencja TiO, 2009 (pol.). Brak numerów stron w książce
- Tomasz Elbanowski, Włodzimierz Chybowski, Historia: ćwiczenia: zakres rozszerzony dla nowego liceum i technikum, Warszawa: Nowa Era, 2004, ISBN 978-83-7409-176-3, OCLC 749880957 [dostęp 2021-09-18] (pol.). Brak numerów stron w książce
- Tomasz Elbanowski, A to historia!: testy dla klas 4-6, Warszawa: Nowa Era: Centrum Edukacji Obywatelskiej, 2003, ISBN 978-83-89497-77-2, OCLC 749491160 [dostęp 2021-09-18] (pol.). Brak numerów stron w książce